# 杜致礼
杜致礼（1929年12月29日—2003年10月19日），籍贯陕西省米脂县，生于南京市，中华民国国军高级将领杜聿明长女，华人物理科学家杨振宁原配夫人（1950年-2003年）。

## 生平
杜致礼據稱曾深得蒋介石夫人宋美龄的喜爱。1944年，在国立西南联合大学附属中学读高中的杜致礼认识了她的数学教师杨振宁，後隨漢陽兵工學校遷臺。1947年，杜致礼隻身前往美国留学，进入宋美龄为她安排的美国著名女子学院卫斯里学院攻读英国文学。可是不久她父亲杜聿明在中被解放军俘虏，家道中落，为了节省开支，杜致礼转到纽约圣文森特山学院。1949年圣诞节，杜致礼在普林斯顿中餐馆“茶园餐厅”邂逅了5年没见的杨振宁。1950年8月26日，28岁杨振宁和21岁杜致礼在普林斯顿举行了婚礼。1957年10月，杨振宁获得诺贝尔物理学奖，后陪同杨振宁前往瑞典斯德哥尔摩出席诺贝尔奖颁奖典礼。
1966年，楊振寧轉任纽约州立大学石溪分校的教授，杜致礼亦隨之前往，此後一直在石溪分校担任中文教师，他们一起携手度过了53年的岁月。2003年10月19日，杜致礼因病在美国石溪逝世，享年75歲。

## 子女
- 1951年长子杨光诺出生，是一位电脑工程师。
- 1958年次子杨光宇出生，是一位化学家。
- 1961年女儿杨又礼出生，是一位医生。

目前，三个子女全部定居美国。